# Mendelian Inheritance in Man
Il progetto Mendelian Inheritance in Man (dall'inglese, "ereditarietà mendeliana nell'uomo"), nota anche come MIM, è una banca dati che cataloga tutte le patologie aventi una componente genetica. Per ogni patologia la banca dati fornisce, quando possibile, un collegamento ai geni del genoma umano rilevanti nell'insorgenza della stessa.
Mendelian Inheritance in Man è disponibile come libro, giunto alla 12ª edizione. La versione on-line della banca dati è chiamata Online Mendelian Inheritance in Man (OMIM), accessibile attraverso il portale Entrez della National Library of Medicine statunitense.
Il progetto è coordinato dalla Johns Hopkins University.

## Il codice MIM
Ad ogni malattia con una componente genetica viene assegnato un numero a sei cifre delle quali la prima classifica il criterio di ereditarietà.
Se la prima cifra è 1 il tratto si considera autosomico dominante, se 2 autosomica recessiva, se 3 legata all'X. Se un tratto definito in questo dizionario ha un numero MIM, il numero della 12ª edizione del MIM viene indicato tra parentesi quadre, con o senza l'asterisco (gli asterischi indicano che la modalità di trasmissione è nota, un simbolo cancelletto (#) prima di un numero di registrazione indica che il fenotipo può essere causato da mutazioni in uno dei due o in più geni); per esempio, la sindrome di Pelizaeus-Merzbacher [MIM # 312.080] è una malattia recessiva legata al cromosoma X.
| Prima cifra | Intervallo dei codici MIM | Criterio di ereditarietà                                               |
| ----------- | ------------------------- | ---------------------------------------------------------------------- |
| 1           | 100000–199999             | loci autosomici dominanti o fenotipi (creato prima del 15 maggio 1994) |
| 2           | 200000–299999             | loci autosomici recessivi o fenotipi (creato prima del 15 maggio 1994) |
| 3           | 300000–399999             | loci legati al cromosoma X o fenotipi                                  |
| 4           | 400000–499999             | loci legati al cromosoma Y o fenotipi                                  |
| 5           | 500000–599999             | loci mitocondriali o fenotipi                                          |
| 6           | 600000–                   | loci autosomici o fenotipi (creato dopo il 15 maggio 1994)             |